# Cash (Arkansas)
Pour les articles homonymes, voir Cash.
Cash est une municipalité du comté de Craighead, dans l'État de l'Arkansas aux États-Unis.

## Démographie
| 1940 | 1950 | 1960 | 1970 | 1980 | 1990 |
| ---- | ---- | ---- | ---- | ---- | ---- |
| 186  | 188  | 141  | 265  | 285  | 214  |

| 2000 | 2010 | - | - | - | - |
| ---- | ---- | - | - | - | - |
| 294  | 342  | - | - | - | - |